# 曼利 (愛荷華州)
曼利（英語：Manly）是一個位於美國愛荷華州沃思縣的城市。

## 地理
曼利的座標為43°17′16″N 93°12′14″W / 43.28778°N 93.20389°W，而該地的平均海拔高度為366米（即1201英尺）。

## 人口
根據2010年美國人口普查的數據，曼利的面積為3.81平方千米，當中陸地面積為3.81平方千米，而水域面積為0.00平方千米。當地共有人口1323人，而人口密度為每平方千米347人。